# Emelisse
Emelisse is een voormalig dorp en heerlijkheid in de Nederlandse Oud-Noord-Bevelandpolder, provincie Zeeland. Door de stormvloeden van 1530 en 1532 is het dorp verwoest en sindsdien is het een van de Zeeuwse verdronken dorpen.

## Naam
De naam Emelisse betekent een landtong die in zee uitspringt.

## Geschiedenis
Uit vondsten blijkt dat er al in de vroege middeleeuwen op deze locatie sprake was van bewoning.
Het dorp zelf wordt in 1216 voor het eerst genoemd: paus Innocentius III bevestigde toen dat de kerk van Emelnesse in eigendom was van het Utrechtse kapittel van Sint-Pieter. Het patronaatsrecht van de kerk ging in 1310 over van het kapittel naar de graaf van Holland, maar het kapittel behield wel de tienden van Emelisse.
Het dorp ontwikkelde zich tot een aanzienlijk havenplaatsje met week- en jaarmarkten. In 1308 gaf graaf Willem III toestemming aan Lombarden om zich in Emelisse te vestigen. Verder beschikte Emelisse over een klooster, een gasthuis en een molen.

### Klooster
Nabij het dorp werd in circa 1223 het cisterciënzer nonnenklooster Camera beate Marie of Onze-Lieve-Vrouwekamer gesticht op gronden van de abdij Ter Doest. Het nonnenklooster kreeg diverse tienden geschonken en de graven Floris V en Jan I bevestigden dat het klooster schotvrijdom genoot.
In 1297 bleek het klooster te zijn verlaten, mogelijk vanwege de overstromingen die in 1287/1288 hadden plaatsgevonden. De nieuwe vestiging van het klooster was Waterlooswerve op Walcheren.

### Gasthuis
In Emelisse stond een gasthuis, gesticht door de graven van Holland. In 1230 schonk het kapittel van Sint-Pieter een deel van de tienden van Emelisse aan dit gasthuis. Aleid van Holland, weduwe van Jan van Avesnes, schonk in 1271 een grote som geld aan zowel het gasthuis als het vrouwenklooster. Graaf Willem III plaatste in 1322 het gasthuis onder zijn bescherming.
Eind 15e eeuw werd melding gemaakt van schotvrijdom voor het gasthuis.

### Verwoesting
Eind 15e eeuw verkeerden de dijken in slechte staat en was er sprake van dijkval. Het bleek nauwelijks mogelijk om iemand te vinden die de functie van dijkgraaf wilde pachten. Zo oefende Jan Adriaensz. van Duvelare de functie uit zonder pacht af te dragen. Hij werd waarschijnlijk opgevolgd door zijn zoon Adriaen Jansz., die de functie slechts accepteerde onder grote druk en deze uitvoerde in de jaren vóór 1530.
In 1530 ging het mis: tijden de Sint-Felixvloed braken de dijken en sluizen en kwam Noord-Beveland onder water te staan. Rondom Emelisse werden snel kades opgeworpen, waardoor het dorp voorlopig nog bewoond kon blijven. Omdat men met het herstelwerk aan de dijken nauwelijks vooruitgang boekte, braken deze opnieuw door tijdens de Allerheiligenvloed van 1532 en Emelisse verdween nu onder een laag slib.

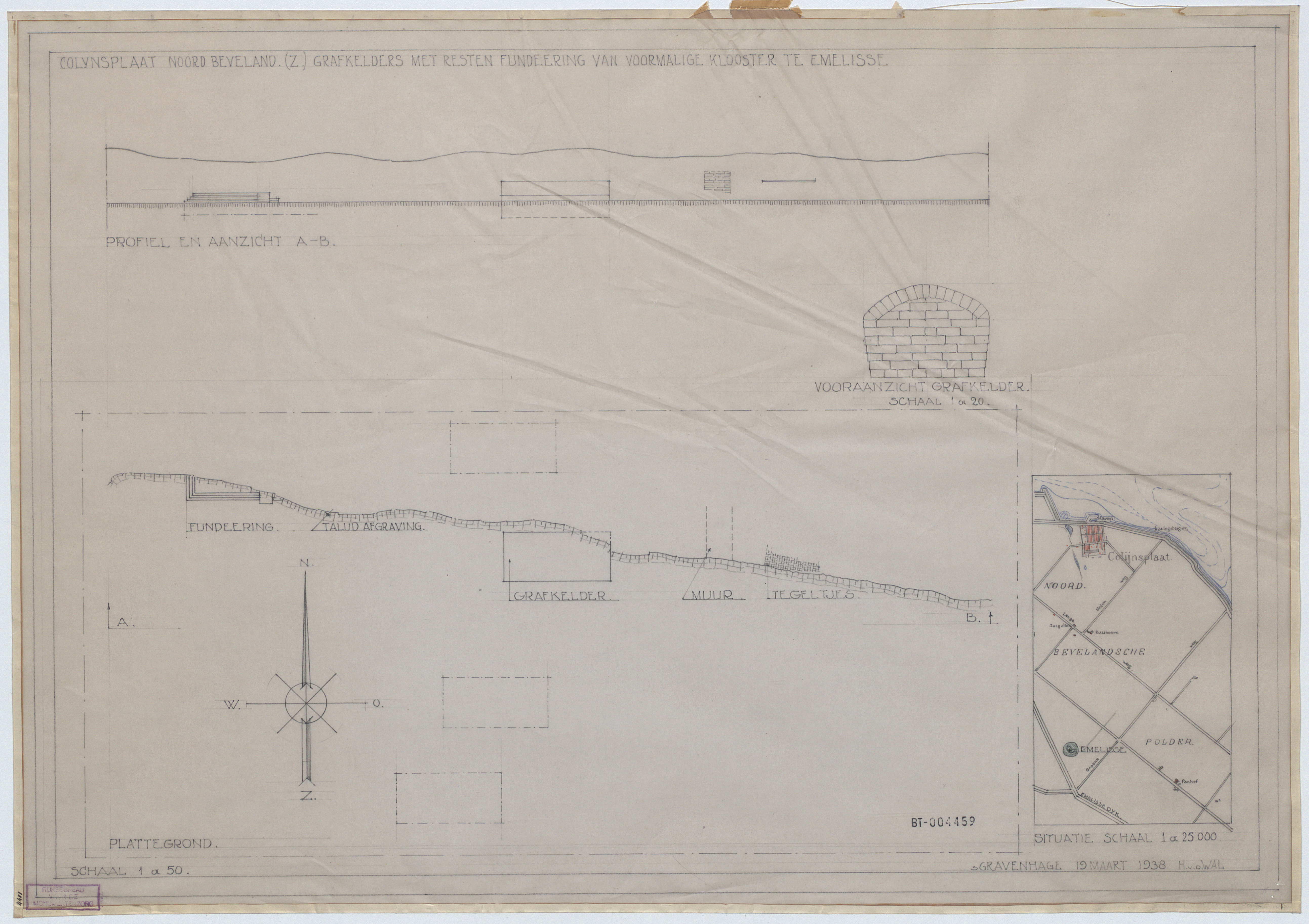
Tekening van de grafkelders en fundering van het klooster te Emelisse

In 1598 werd het verloren gegane gebied weer bedijkt, maar Emelisse werd niet meer herbouwd. De locatie van het voormalige dorp stond voortaan bekend als de Emelisse-weie.

## Vondsten
In 1938 vonden op de Emelisse-weie egalisatiewerkzaamheden plaats in het kader van de werkverschaffing. Hierbij werden restanten van het klooster aangetroffen, waaronder vier bakstenen sarcofagen met menselijke resten. Sinds de jaren 50 zijn onder andere ook devotiebeeldjes, een deel van de altaaropbouw en een mascaron teruggevonden.

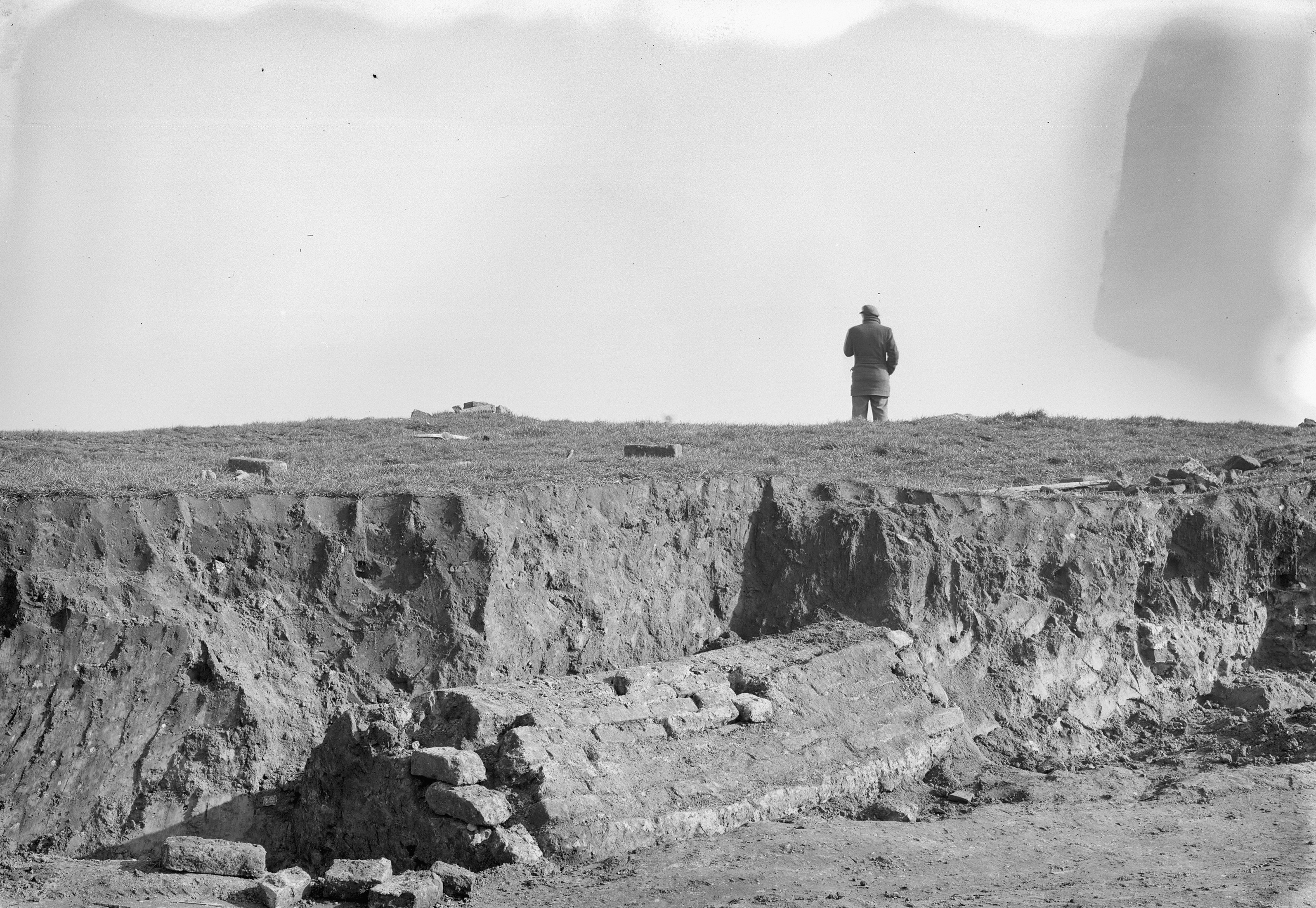
De resten van de grafkelder en de fundering van het klooster

In de 19e eeuw werd op de bodem van een sloot een keienweg aangetroffen die ooit de verbinding vormde tussen Emelisse en Kortgene.

### Kasteel van de heren van Emelisse?
In de Wanteskuip ten westen van Colijnsplaat zijn in 1866 resten van een gebouw gevonden dat als kapel werd geïnterpreteerd. In 1924 kwamen de resten weer tevoorschijn: een rechthoekig gebouw van ruim 18 bij 7 meter groot, met twee ronde hoektorens. Volgens de onderzoekers zou het geen kapel zijn, maar eerder een klein kasteel dat door de heren van Emelisse moest zijn gebouwd. Het is overigens niet bekend in hoeverre deze interpretatie correct is.

## Varia
In 1998 werd de Brouwerij Emelisse opgericht. Deze brouwerij is vernoemd naar het verdwenen dorp.